# Drusilla (nome)
Drusilla  è un nome proprio di persona italiano femminile.

## Varianti in altre lingue
- Catalano Drusila[2]
- Francese: Drusilla
- Greco biblico: Δρούσιλλα (Drousilla)[3]
- Inglese: Drusilla[4]
- Latino: Drusilla[1][3][4][5], Druscilla[5], Drucilla[5]
  - Ipocoristici: Dru[5], Cilla[5], Silla[5]
- Polacco: Druzylla
- Portoghese: Drusila
- Spagnolo: Drusila[2]
- Tedesco: Drusilla

## Origine e diffusione
È un diminutivo femminile del latino Drusus (in italiano "Druso"), un cognomen (e occasionalmente praenomen) romano tipico inizialmente della gens Livia e poi ereditato dalla dinastia giulio-claudia; il nome, che appare in epoca più antica nella forma Drausus, è di origine celtica, forse da una radice che significa "forte", il che lo renderebbe analogo per significato ai nomi Indalecio, Nerone, Valente e Valerio. Secondo una leggenda, il primo Livio a chiamarsi Drausus adottò questo nome dopo aver sconfitto un capo gallico (versione che però appare priva di storicità).
La forma Drusilla era già in uso tra i romani, ed era tradizionale nella famiglia imperiale nel I secolo; appare anche nella Bibbia, dove una Drusilla è citata negli Atti degli Apostoli, capitolo 24. In Italia, negli anni 1970, se ne contavano circa trecento occorrenze, più una cinquantina della forma Druso.

## Onomastico
Non vi sono sante di nome Drusilla, quindi il nome è adespota, ma vi sono due santi di nome Druso: uno martire ad Antiochia di Siria, commemorato il 14 dicembre, e l'altro martire a Tripoli in Libia, ricordato il 24 dicembre.

## Persone

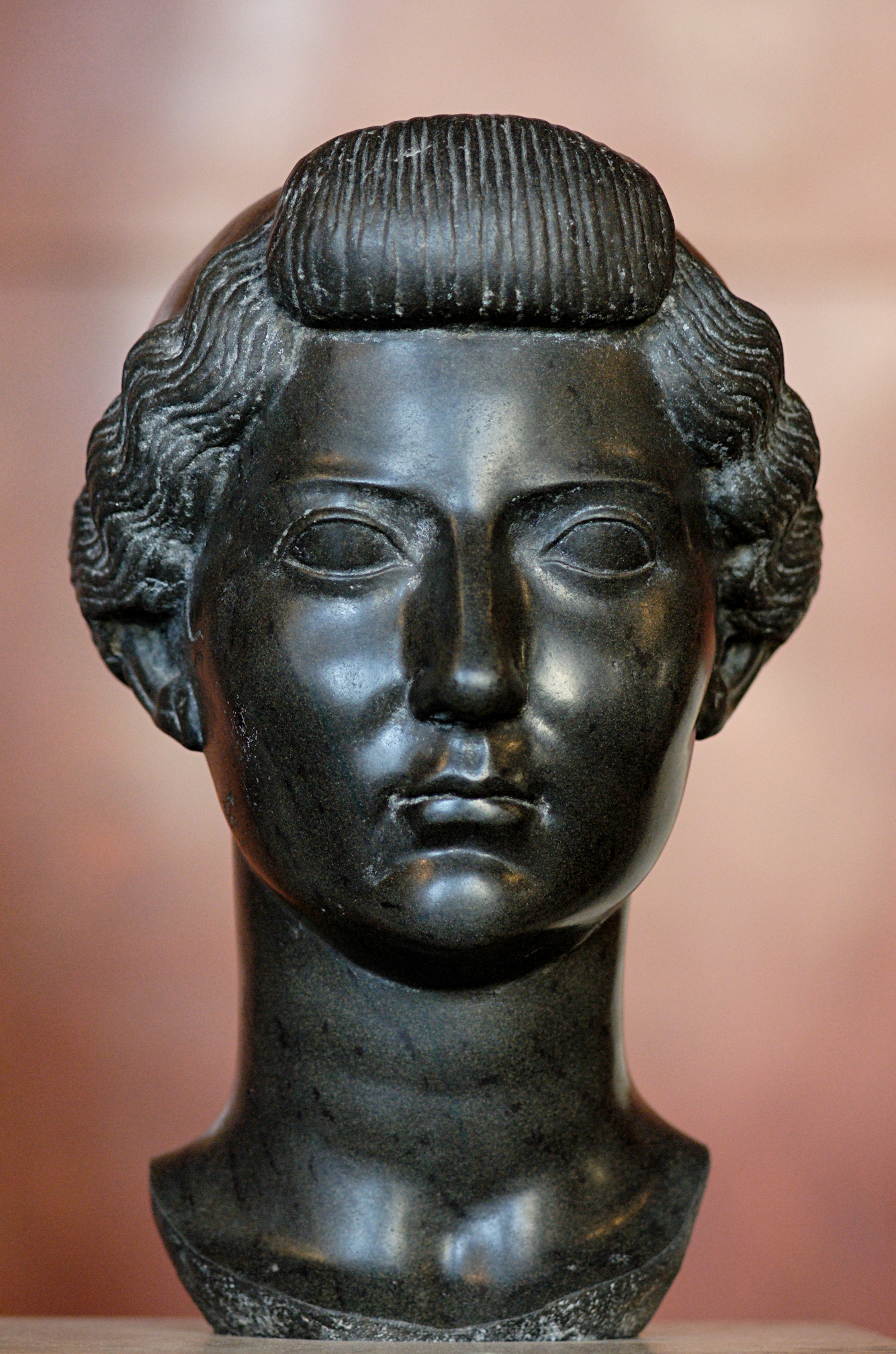
Livia Drusilla

- Drusilla, figlia di Erode Agrippa I
- Drusilla, principessa di Mauretania, figlia di Giuba II
- Giulia Drusilla, figlia di Germanico e sorella di Caligola
- Giulia Drusilla, figlia di Caligola
- Livia Drusilla, moglie di Augusto
- Drusilla Tanzi, scrittrice italiana

## Il nome nelle arti
- Drusilla è un personaggio della serie televisiva Buffy l'ammazzavampiri.
- Drusilla è uno dei personaggi del'Orlando furioso di Ludovico Ariosto, che appare nel canto XXXVII. Lanfranco Caretti ritiene che l'autore avesse preso il nome da Plutarco.
- Drusilla Blackthorn è un personaggio dei romanzi della serie Shadowhunters, scritta da Cassandra Clare.
- Drusilla Fawley è un personaggio del romanzo di Thomas Hardy Jude l'Oscuro.
- Drusilla Foer è un personaggio interpretato dall'attore fiorentino Gianluca Gori.